# جونجو

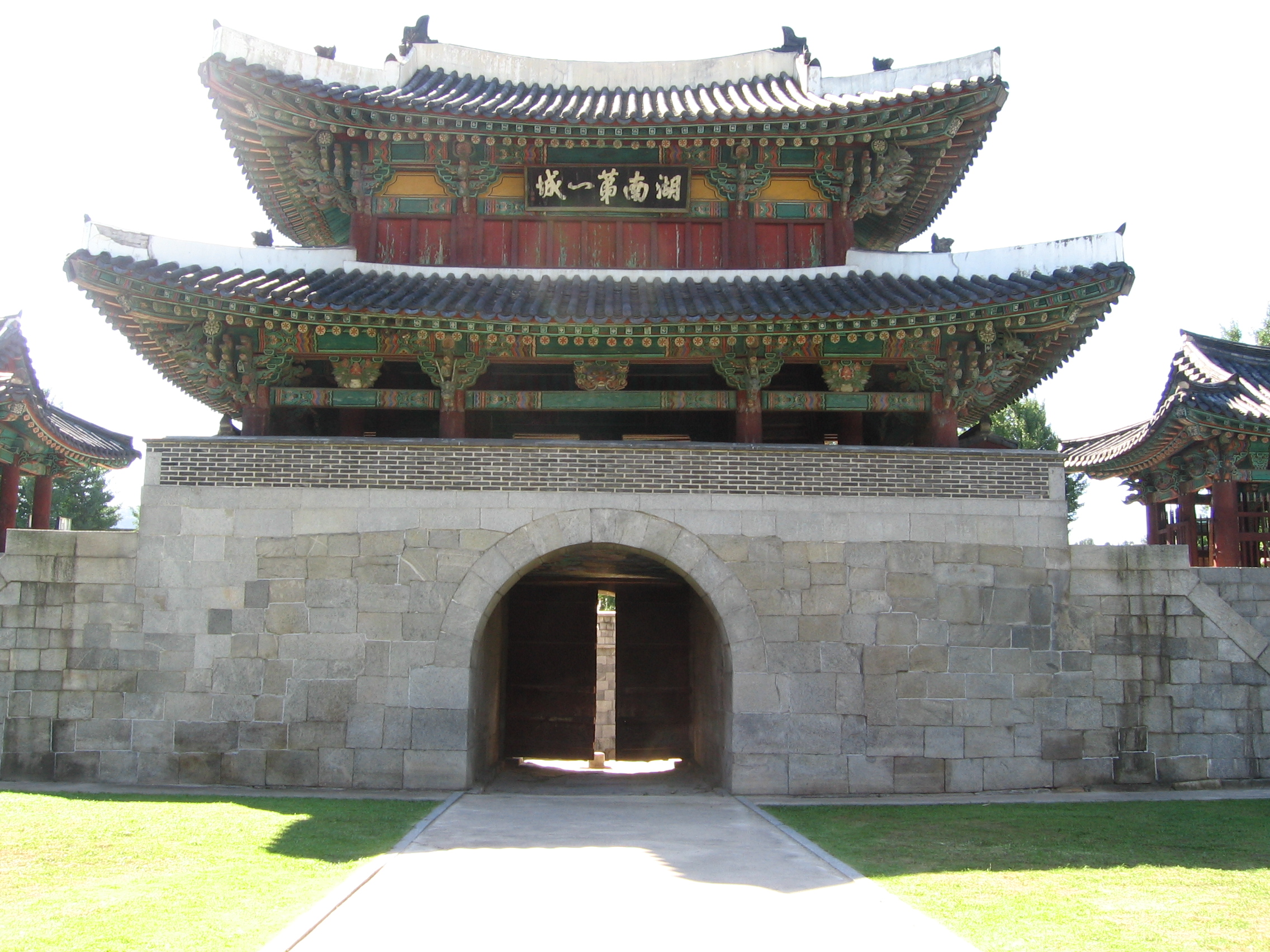
بوابة جونجو الجنوبية

جيونجو هي مدينة تقع في جنوب كوريا الجنوبية وهي عاصمة جولا الشمالية. تعتبر مركز سياحيا هاما وشهير بالطعام الكوري، المباني التاريخية، والأنشطة الرياضية والمهرجانات المبتكرة. يبلغ عدد السكان 649,500 حسب عام 2010.

## المناخ
يظهر الجدول التالي التغييرات المناخية على مدار السنة لجونجو:
| البيانات المناخية لـجونجو                                                     | البيانات المناخية لـجونجو | البيانات المناخية لـجونجو | البيانات المناخية لـجونجو | البيانات المناخية لـجونجو | البيانات المناخية لـجونجو | البيانات المناخية لـجونجو | البيانات المناخية لـجونجو | البيانات المناخية لـجونجو | البيانات المناخية لـجونجو | البيانات المناخية لـجونجو | البيانات المناخية لـجونجو | البيانات المناخية لـجونجو | البيانات المناخية لـجونجو |
| الشهر                                                                         | يناير                     | فبراير                    | مارس                      | أبريل                     | مايو                      | يونيو                     | يوليو                     | أغسطس                     | سبتمبر                    | أكتوبر                    | نوفمبر                    | ديسمبر                    | المعدل السنوي             |
| ----------------------------------------------------------------------------- | ------------------------- | ------------------------- | ------------------------- | ------------------------- | ------------------------- | ------------------------- | ------------------------- | ------------------------- | ------------------------- | ------------------------- | ------------------------- | ------------------------- | ------------------------- |
| الدرجة القصوى °م (°ف)                                                         | 18.3 (64.9)               | 21.9 (71.4)               | 28.2 (82.8)               | 31.2 (88.2)               | 35.1 (95.2)               | 35.8 (96.4)               | 38.6 (101.5)              | 38.3 (100.9)              | 34.5 (94.1)               | 30.8 (87.4)               | 28.0 (82.4)               | 23.0 (73.4)               | 38.6 (101.5)              |
| متوسط درجة الحرارة الكبرى °م (°ف)                                             | 4.4 (39.9)                | 6.9 (44.4)                | 12.4 (54.3)               | 19.6 (67.3)               | 24.5 (76.1)               | 27.9 (82.2)               | 30.2 (86.4)               | 31.0 (87.8)               | 27.0 (80.6)               | 21.5 (70.7)               | 13.9 (57.0)               | 7.1 (44.8)                | 18.9 (66.0)               |
| المتوسط اليومي °م (°ف)                                                        | −0.5 (31.1)               | 1.5 (34.7)                | 6.3 (43.3)                | 12.8 (55.0)               | 18.2 (64.8)               | 22.5 (72.5)               | 25.8 (78.4)               | 26.2 (79.2)               | 21.5 (70.7)               | 15.0 (59.0)               | 8.3 (46.9)                | 2.2 (36.0)                | 13.3 (55.9)               |
| متوسط درجة الحرارة الصغرى °م (°ف)                                             | −4.6 (23.7)               | −3.0 (26.6)               | 1.2 (34.2)                | 6.7 (44.1)                | 12.5 (54.5)               | 17.8 (64.0)               | 22.4 (72.3)               | 22.6 (72.7)               | 17.1 (62.8)               | 9.8 (49.6)                | 3.5 (38.3)                | −2.2 (28.0)               | 8.6 (47.5)                |
| أدنى درجة حرارة °م (°ف)                                                       | −17.1 (1.2)               | −16.6 (2.1)               | −12.2 (10.0)              | −3.9 (25.0)               | 2.2 (36.0)                | 8.2 (46.8)                | 12.1 (53.8)               | 12.5 (54.5)               | 4.0 (39.2)                | −2.7 (27.1)               | −8.4 (16.9)               | −15.0 (5.0)               | −17.1 (1.2)               |
| الهطول مم (إنش)                                                               | 32.7 (1.29)               | 40.0 (1.57)               | 54.3 (2.14)               | 77.3 (3.04)               | 91.5 (3.60)               | 167.9 (6.61)              | 299.6 (11.80)             | 277.5 (10.93)             | 137.6 (5.42)              | 53.5 (2.11)               | 50.2 (1.98)               | 31.1 (1.22)               | 1٬313٫1 (51.70)           |
| متوسط أيام هطول الأمطار (≥ 0.1 mm)                                            | 9.3                       | 7.8                       | 10.3                      | 8.6                       | 9.2                       | 10.7                      | 15.9                      | 15.5                      | 9.7                       | 6.7                       | 9.1                       | 9.4                       | 122.2                     |
| متوسط الأيام المثلجة                                                          | 8.7                       | 5.6                       | 2.7                       | 0.1                       | 0.0                       | 0.0                       | 0.0                       | 0.0                       | 0.0                       | 0.0                       | 1.5                       | 6.7                       | 25.4                      |
| متوسط الرطوبة النسبية (%)                                                     | 68.6                      | 66.5                      | 63.7                      | 60.6                      | 65.3                      | 71.3                      | 77.5                      | 76.7                      | 74.1                      | 70.4                      | 69.1                      | 68.9                      | 69.4                      |
| ساعات سطوع الشمس الشهرية                                                      | 151.6                     | 157.7                     | 185.9                     | 211.7                     | 217.9                     | 172.7                     | 136.7                     | 160.6                     | 168.1                     | 194.6                     | 154.5                     | 142.3                     | 2٬054٫5                   |
| نسبة وصول أشعة الشمس                                                          | 48.7                      | 51.3                      | 50.1                      | 53.9                      | 50.0                      | 39.6                      | 30.8                      | 38.4                      | 45.1                      | 55.6                      | 50.0                      | 47.0                      | 46.2                      |
| المصدر: Korea Meteorological Administration (percent sunshine and snowy days) |                           |                           |                           |                           |                           |                           |                           |                           |                           |                           |                           |                           |                           |

## توأمة
لجونجو اتفاقيات توأمة مع كل من:
- أنطاليا
- سان دييغو (1982 - )
- سوجو
- كانازاوا

## أعلام
- كم غيو جونغ
- كم تاي يون
- يون سون-ها
- كيم جين سو
- غو وو ري
- هويين
- هواسا

## وصلات خارجية
- الصفحة الرئيسية لحكومة مدينة جيونجو